# Cryphaea tenella
Cryphaea tenella là một loài Rêu trong họ Cryphaeaceae. Loài này được (Schwägr.) Hornsch. ex Müll. Hal. miêu tả khoa học đầu tiên năm 1844.